# Jeruk (Bandar)
Jeruk is een bestuurslaag in het regentschap Pacitan van de provincie Oost-Java, Indonesië. Jeruk telt 7481 inwoners (volkstelling 2010).